# مات كارسون
مات كارسون (بالإنجليزية: Matt Carson)‏ (14 أكتوبر 1975 في الولايات المتحدة)؛ مؤلف وروائي أمريكي.